# Nyssicus quadriguttatus
Nyssicus quadriguttatus là một loài bọ cánh cứng trong họ Cerambycidae.